# Nabi Youla
Nabi Ibrahima Youla (auch Naby Ibrahima Youla; * 20. November 1918 in Kaback; † 7. Oktober 2014 in Conakry) war ein guineischer Diplomat und Staatssekretär für Information und Tourismus.

## Leben
Youla studierte Diplom-Lehramt an der École normale William Ponty und arbeitete zunächst als Lehrer in Conakry und Boké. Er galt damals als jüngster Lehrer in Französisch-Guinea. Von 1942 bis 1947 war er Supervisor an der Ecole Primeure Supérieure (EPS). Anschließend arbeitete er als Geschäftsmann und lieferte landwirtschaftliche Produkte nach Conakry und Benty. Gouverneur Roland Pré betraute ihn mit der Aufgabe landwirtschaftliche Genossenschaften in Kamerun und Côte d’Ivoire aufzubauen. So kam er nach Paris, wo er das Kooperationssystem zwischen Frankreich und den Kolonien verbessern sollte. Er stellte Kontakte zwischen den afrikanischen Abgeordneten in den französischen Versammlungen her. Befreundet war er vor allem mit den sudanesischen Parlamentariern Modibo Kéita und besonders Hamadoun Dicko.
1947 trat der Demokratischen Partei Guineas (DPG) bei und gehörte dem dortigen Vorstand an. Er war in den 1950er Jahren Ratgeber von Ahmed Sékou Touré, dem später diktatorisch herrschenden ersten Präsidenten von Guinea. 1958 saß er für die DPG im Parlament. Nach der Unabhängigkeit Guineas wurde er zum ersten Botschafter in Paris ernannt wurde, wo er bis Januar 1961 akkreditiert war. Er legte damit, zusammen mit seinen Kollegen Diallo Telli, Seydou Conté und Karim Bangoura den Grundstein guineischer Diplomatie.
Am 25. Januar 1962 wurde Youla zum Botschafter in Bonn ernannt, wo er am 23. März 1962 akkreditiert wurde. Im November 1964 wurde er zum Staatssekretär für Information und Tourismus ernannt. 1965 wurde seine Ernennung zum Botschafter in Bonn wiederholt.
Im März 1967, im Vorfeld der Operation Mar Verde, geriet er bei Ahmed Sékou Touré in Verdacht. Er trat von allen Ämtern zurück und setzte sich ab. Im Januar 1971 wurde er in Abwesenheit in Conakry zum Tod verurteilt. Bis zum Tod von Ahmed Sékou Touré 1984 lebte Youla in verschiedenen Staaten im Exil, die Hauptzeit davon in Zaire.
Nach seiner Rückkehr nach Guinea war er von  1993 bis 2000 Ratgeber von Präsident Lansana Conté.